# Zapatillas de deporte

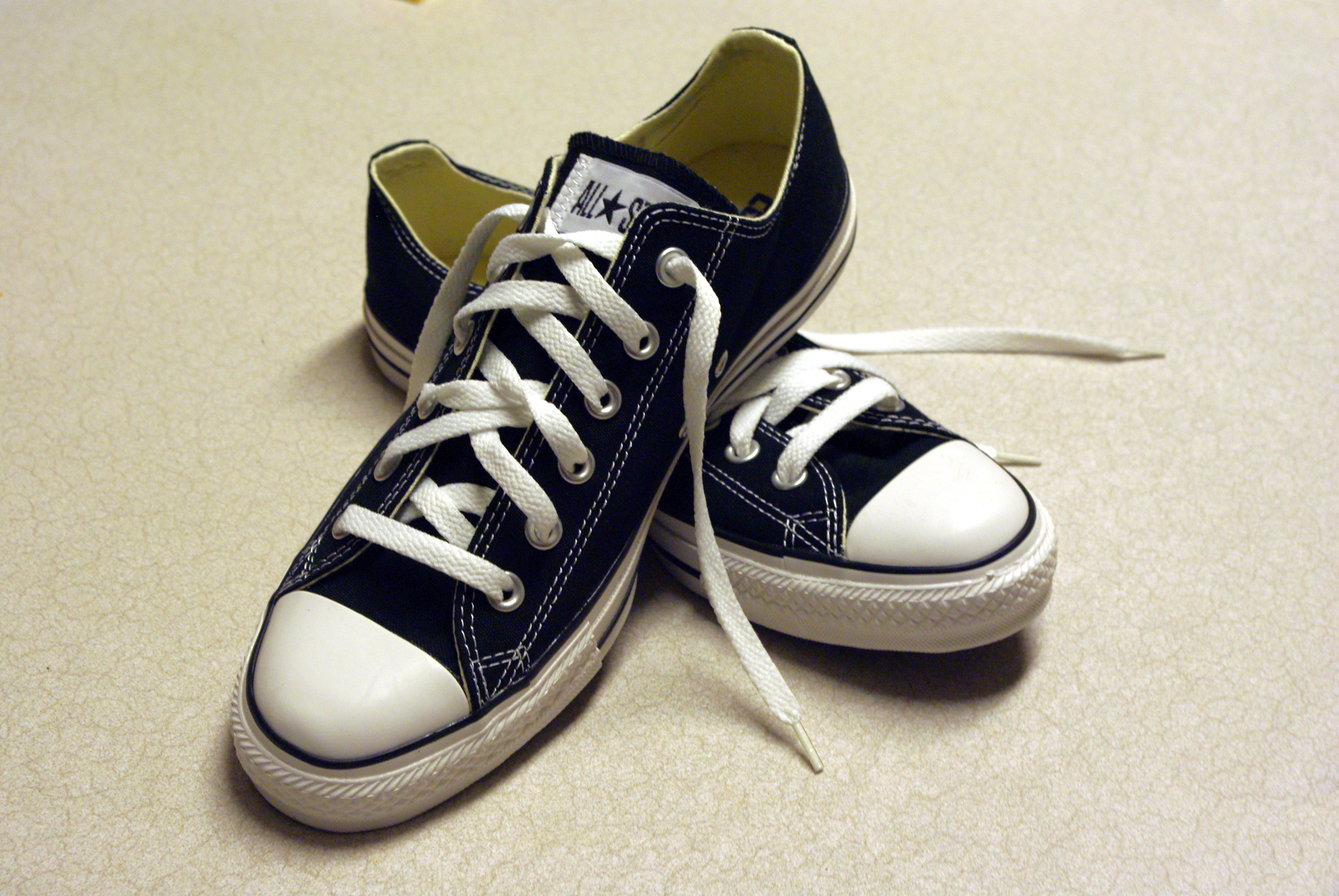
Un par de zapatillas de deporte Converse

Se llaman zapatillas deportivas (también llamadas simplemente deportivas) al tipo de calzado principalmente diseñado para practicar deporte u otras formas de ejercicio físico, pero que actualmente también se utilizan para un uso diario. El término generalmente describe un tipo de calzado con una suela flexible hecha de goma o material sintético y una parte superior fabricada en cuero, tela o sustitutivos sintéticos.

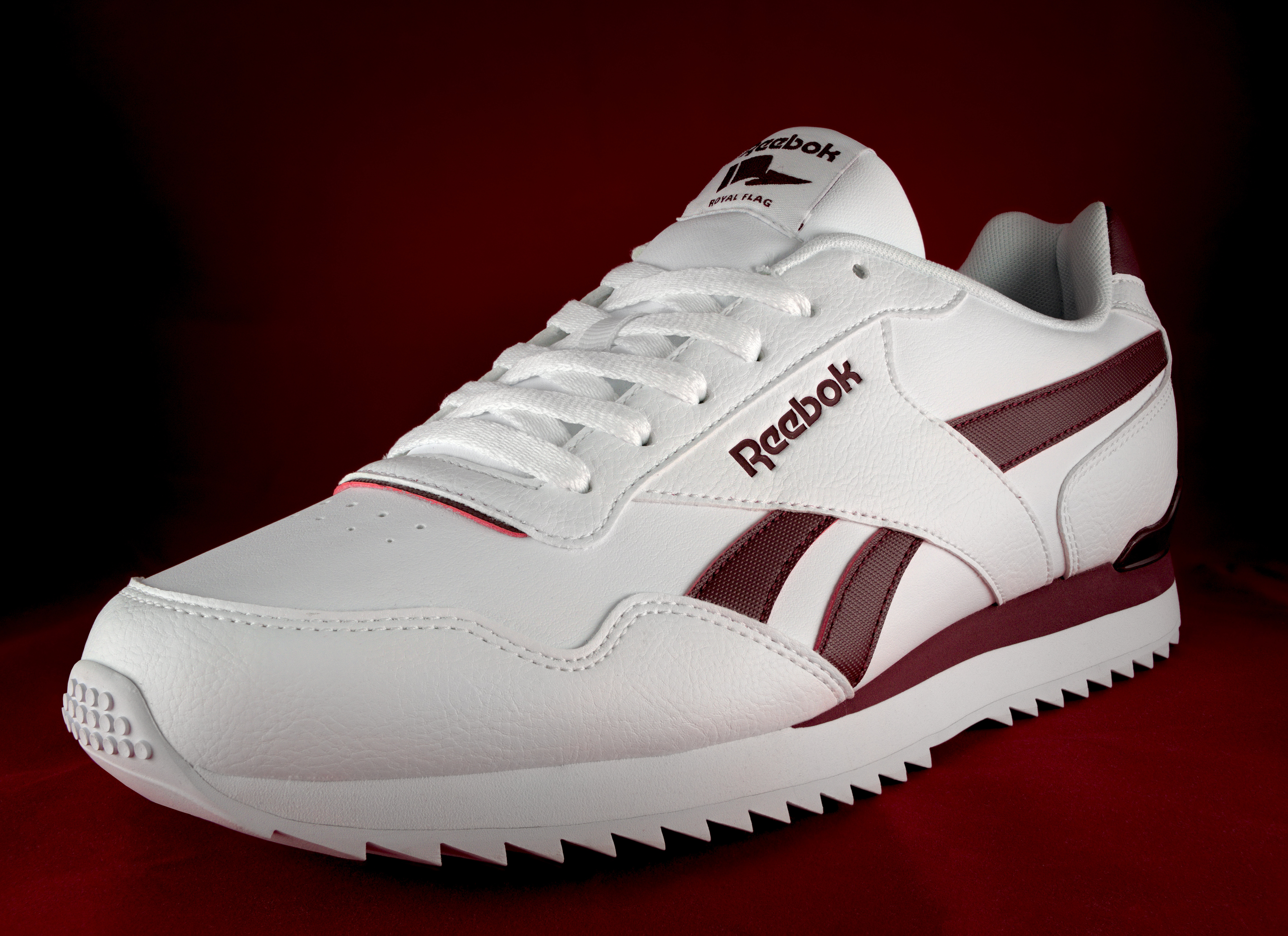
Zapatillas Reebok

## Historia
Las primeras zapatillas adquirieron el apodo 'plimsoll' en los años 1870, derivado, según el libro de Nicholette Jones La Sensación Plimsoll, de la banda horizontal pintada que une la parte superior a la suela, el cual se parecía a la línea de flotación (Plimsoll) del casco de un barco. Alternativamente, justo como la línea de flotación de un barco, si el agua ascendía por encima de la línea de la suela de goma, el usuario se mojaría.
Las Plimsolls eran ampliamente utilizadas por personas que iban de vacaciones pero empezaron a ser llevadas también por deportistas en las canchas de tenis y croquet para su comodidad. Fueron desarrolladas suelas especiales con patrones grabados para aumentar la fricción de la superficie de la zapatilla y fueron encargadas al por mayor para el uso del Ejército británico. Las zapatillas de deporte eran cada vez más utilizadas para ocio y actividades exteriores a comienzos del siglo XX - las Plimsolls fueron encontradas incluso en la expedición fallida de Scott en el Antártico de 1911. Las Plimsolls eran generalmente usadas por los estudiantes en las clases de educación física de las escuelas en el Reino Unido desde los años 1950 hasta comienzos de los 1970.
En 1895, la compañía británica J.W. Foster e Hijos diseñaron y produjeron los primeros zapatos pensados para correr; los zapatos tenían clavos para proporcionar una velocidad y una tracción mayor. La compañía vendió sus zapatillas de velocidad hechas a mano y de alta calidad  a atletas alrededor del mundo, recibiendo finalmente un contrato para la fabricación de zapatillas de velocidad para el equipo británico en la Olimpiada de Verano de 1924. Harold Abrahams y Eric Liddell ganaron las competiciones de 100 metros y 400 metros, provistos con calzado de Foster.

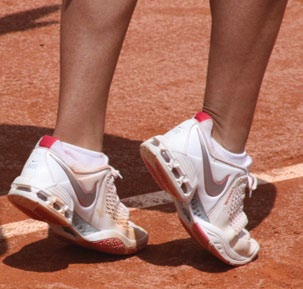
Un par de zapatillas de tenis Nike con detalles rosas

Este estilo de calzado también destacó en Estados Unidos a comienzos del siglo XX, donde  se llamó 'sneakers'. En 1892, la U.S. Rubber Company  introdujo  las primeras zapatillas de suela de goma provocando un aumento de la demanda y producción en el país. Las primeras zapatillas de baloncesto fueron diseñadas por Spalding tan pronto como en 1907. El mercado para las sneakers creció después de la Primera Guerra Mundial cuando los deportes y el atletismo cada vez más se convertían en un modo de demostrar el patriotismo y la fibra moral. El mercado de EE. UU. para las zapatillas de deporte creció firmemente tan pronto como los jóvenes hicieron cola para comprar sneakers Converse All Stars apoyadas por el jugador de baloncesto Charles "Chuck" Taylor. 
Durante el periodo de entreguerras, los zapatos atléticos empezaron a ser comercializados para deportes diferentes, y se hicieron disponibles diseños diferenciados tanto para hombres como para mujeres. Las zapatillas fueron utilizadas por atletas que competían en las olimpiadas, ayudando a popularizarlas entre el público general. En 1936, una marca francesa, Spring Court, comercializó la primera zapatilla de tenis de lona incorporando ocho canales de ventilación sobre una suela de goma natural vulcanizada.
Adolf "Adi" Dassler empezó a producir sus propias zapatillas de deporte en la cocina de lavado de su madre en Herzogenaurach, Baviera, tras su regreso de la Primera Guerra Mundial, y siguió hasta llegar a ser uno de los fabricantes de zapato atléticos más importantes del mundo: Adidas. También comercializó con éxito sus zapatillas a atletas en las olimpiadas de Verano de 1936 lo que ayudó a cimentar su buena reputación. El negocio floreció y los Dasslers vendían 200.000 pares de zapatos cada año antes de la Segunda Guerra Mundial.

### Posguerra

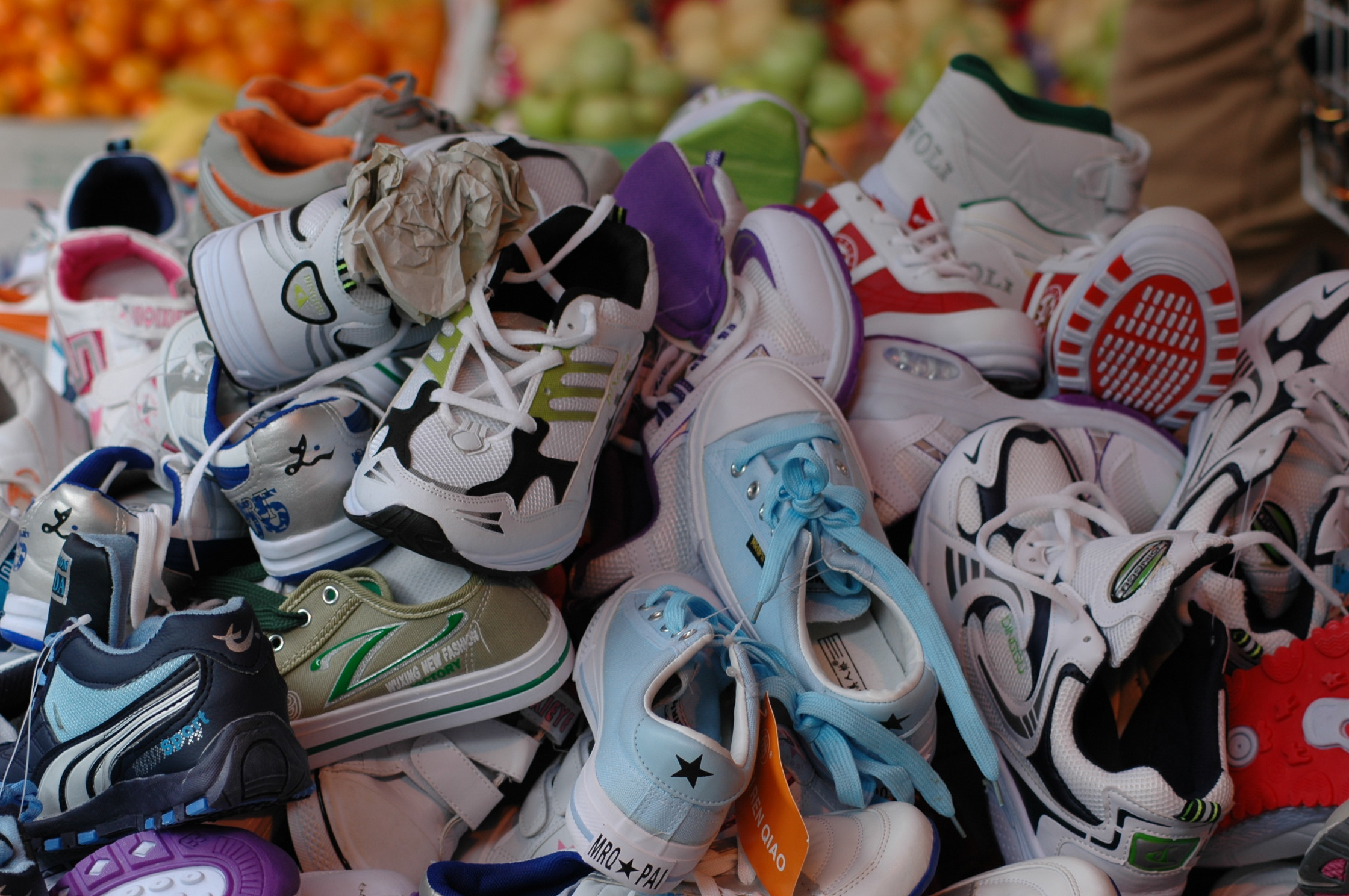
Una pila grande de zapatillas de deporte en venta en un mercado en Hong Kong

Durante los años 1950, las oportunidades de ocio se expandieron mucho y los niños y los adolescentes empezaron a llevar zapatillas de deporte tan pronto como los códigos de vestimenta escolar se relajaron. Las ventas de zapatillas aumentaron tanto que  empezaron a afectar adversamente las ventas de zapatos de cuero convencionales, llevando a una guerra publicitaria feroz para conseguir cuota de mercado a finales de los 50. En los 1970, el jogging se volvió cada vez más popular, y los entrenadores las diseñaron específicamente para proporcionar confort mientras el jogging se vendió bien. Las compañías también empezaron a dirigir algunos de sus productos al mercado de moda casual. Pronto, las zapatillas estuvieron disponibles para fútbol, jogging, baloncesto, running, etc. Muchos deportes tuvieron su zapatilla correspondiente, hecho posible gracias al desarrollo de tecnología podológica para el calzado. 
Durante los años 1990, las compañías de calzado deportivo perfeccionaron su moda y habilidades de marketing. Los patrocinios deportivos de atletas famosas aumentaron mucho, y los presupuestos de marketing crecieron hasta el infinito. Las zapatillas deportivas se volvieron una declaración de moda y se comercializaron como una definición de identidad y personalidad más que un simple apoyo atlético.
Desde 1970 (5 modelos) pasando por 1998 (285 modelos) hasta 2012 (3.371), el número de modelos de zapatillas de deporte en EE. UU. ha crecido exponencialmente.

## Uso deportivo

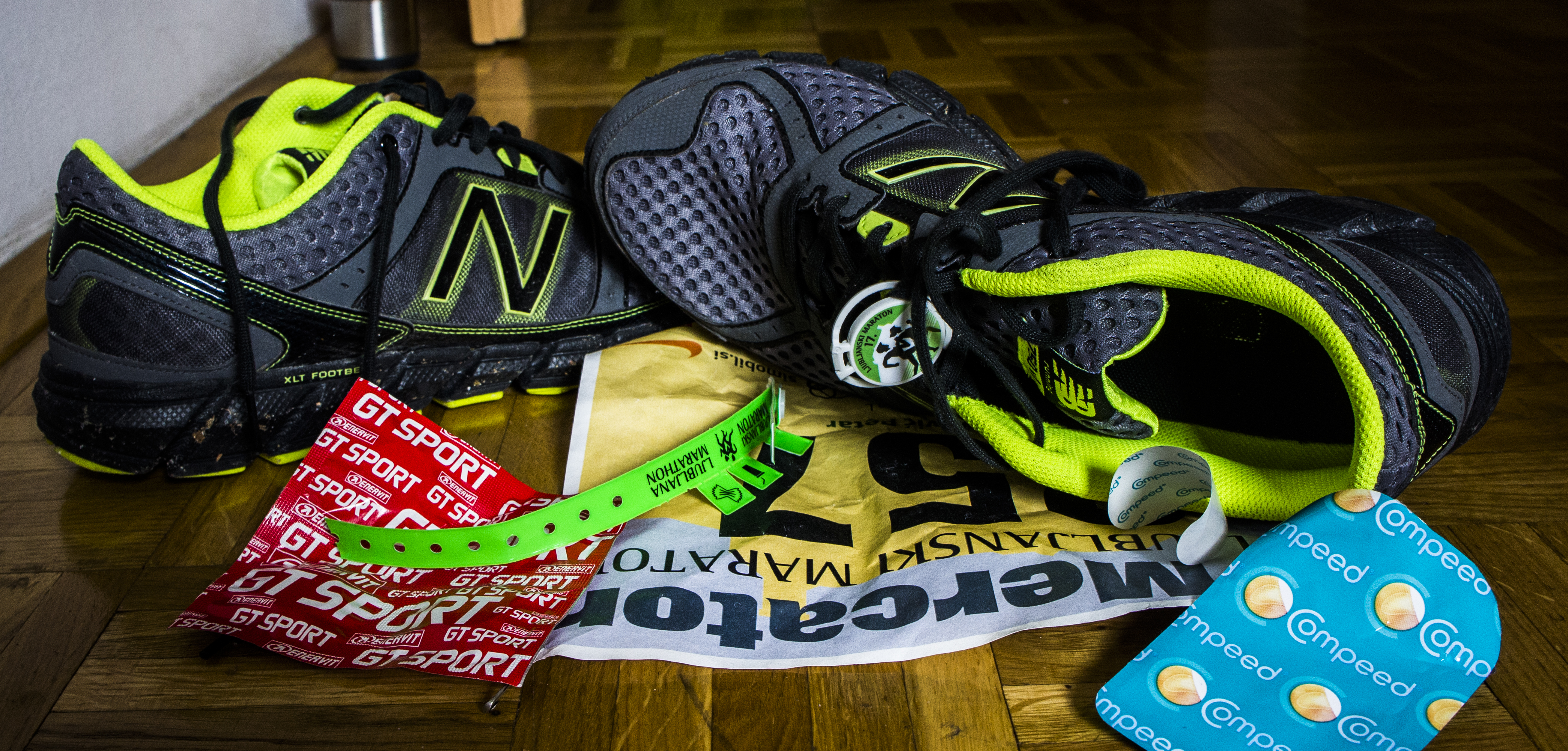
Zapatillas de carretera New Balance 750v1 después de una carrera de maratón

El término zapatillas deportivas es típicamente utilizado para las zapatillas utilizadas para realizar jogging o carreras de carretera y deportes interiores como baloncesto, pero tiende a excluir el calzado usado en deportes practicados sobre hierba como fútbol y rugby, el cual es generalmente conocido como botas.
Los atributos de un zapato deportivo incluyen una suela flexible, dibujo apropiado para la función, y capacidad de absorber impactos. Como la industria y los diseños se han expandido, el término ''zapatillas de deporte''  está basado más en el diseño de la parte inferior del calzado que en la estética de la parte superior del mismo. Hoy  los diseños incluyen sandalias, merceditas, e incluso estilos elevados propios para carrera, danza y salto.
Las zapatillas están hechas de compuestos flexibles, típicamente presentando una suela única hecha de goma densa. Mientras el diseño original era básico, los fabricantes han ido adaptando desde entonces las zapatillas para usos más concretos. Un ejemplo de este es la zapatilla con clavos desarrollada para carreras en pista. Algunas de estas zapatillas están fabricadas en medidas inusualmente grandes para atletas con pies grandes.

### Zapatos de running
Los zapatos de running están comerzializadas en una gama de formas apropiadas a diferentes capacidades/de estilos de carrera. Generalmente,  están divididos por estilo.

## Marcas
Algunas marcas de fama global son:  Adidas, ASICS, Babolat, Brooks, Converse,  DC, Diadora, Dunlop, Fila, Hummel, Kappa, Li-Ning, Lotto, Merrell, Mizuno, New Balance, Nike, Pony,  Puma, Reebok, Skechers, Topper, Umbro, Under Armour, Vans o Xtep.